# Lengua de señas irlandesa

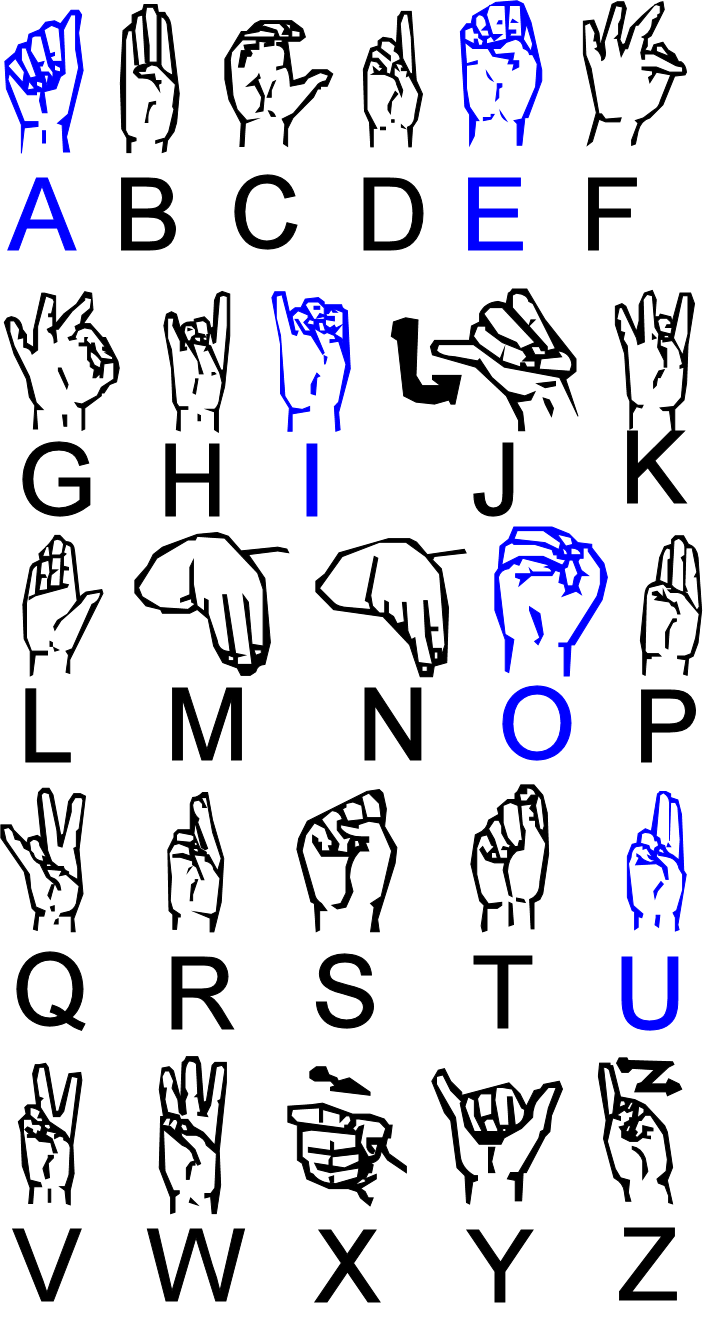
Alfabeto de ISL

La lengua de señas irlandesa (ISL; en irlandés, Teanga Chomharthaíochta na hÉireann) es una lengua de señas y la lengua mayoritaria de la comunidad sorda de la República de Irlanda. También se utiliza en Irlanda del Norte, junto con la lengua de señas británica.
La ISL ha sido reconocida como lengua oficial en Irlanda desde 2017.